# Będomin
Będomin est un village du nord de la Pologne, en Cachoubie. En 2006, il compte une population combinée de 150 personnes[réf. nécessaire].
Il a été mentionné pour la première fois en 1284 par le duc de Poméranie Mściwoj II. De 1975 à 1998, ce village appartenait à la province de Gdańsk.
Au nord de Będomin se trouve le lac Grabowski. On y trouve le manoir de Józef Wybicki qui est le musée de l'hymne national. Près du musée, le chêne certifié appelé « Dąb Wybickiego » (chêne de Wybicki) y pousse. Cet arbre a une circonférence du tronc de 635 cm et d'une hauteur de 27 m. En 2013, il a été remporte le concours de l'« Arbre de l'année ».